# Matija Mrazović

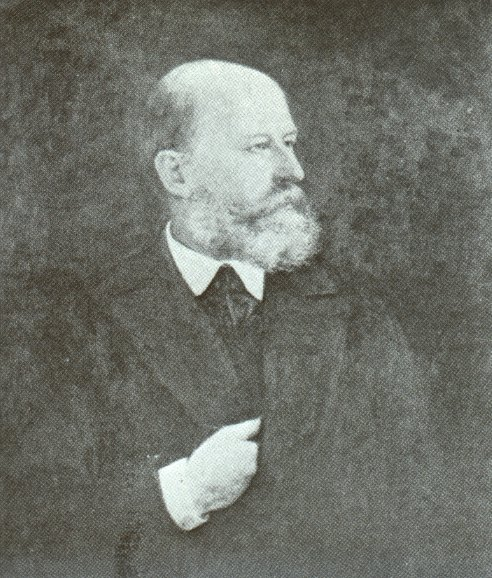
Matija Mrazović

Matija Mrazović (* 24. Februar 1824 in Visoko bei Križevci; † 13. Juni 1896 in Zagreb) war ein kroatischer Jurist, Politiker und Publizist.

## Leben
Matija Mrazović wurde am 24. Februar 1824 als Sohn von Ladislav und Helena Mrazović (geborene Ožegović Barlabaševačka) in der Ortschaft Visoko bei Križevci geboren. Er entstammt einer südslawischen Adelsfamilie, die im Jahre 1250 von König Bela IV die Adelswürde erlangt hatte, welche  1794 unter Kaiser Franz II. bestätigt worden ist. Nach der Elementarschule in Kreutz und später in Bellovár (ein Bezirk von Varaždin), besuchte er das Gymnasium in Varaždin und später in Agram. Danach studierte 1845/46 an der Universität Agram Rechtswissenschaft und wurde in weiterer Folge Jurat bei der Banaltafel und im Jahre 1848, als die Banuswürde neu organisiert wurde, unbesoldeter Konzipient.
Mit dem Beginn der Revolution 1848/49, als die kroatischen Einheiten auf kaiserlicher Seite die Drau überschritten, wurde Mrazović zur Kriegskommission nach Varaždin geschickt, wo er bis Februar 1849 blieb und die Advokatursprüfung ablegte. Bei der Kriegskommission agierte er unter Präses Zigrović. Um diese Zeit wurde der Vizeban Zidarić als Banalkommissär nach Osijek entsandt; dieser berief Mrazović als seinen Sekretär. Diese Stelle hatte Mrazović jedoch nur bis zur Erlassung der Oktroyiertne Märzverfassung Anfang März 1849 inne. Danach gehörte er wieder der Banaltafel in Zagreb an, ehe er bald darauf im Juni 1850 den Staatsdienst verließ und eine Laufbahn als Advokat einschlug. Am 20. August 1849 kam sein Sohn Ladislav (1849–1881), ein späterer Schriftsteller und Publizist, und am 13. September 1853 die Tochter Stanka (1853–1934), die später mit dem Bankdirektor Franjo „Frane“ Šverljuga (1844–1921) verheiratet war, zur Welt. Mit deren Mutter, Barbara Mrazović (geborene Dutković; 1822–1905), war er seit einiger Zeit verheiratet.
Parallel zu seiner Arbeit als Jurist war Mrazović auch als Schriftsteller und Publizist tätig. Bereits kurz nach Beendigung seines Studiums veröffentlicht er erste Aufsätze in südslawischen Journalen wie Národne Noviny, Slovansky Jih und Jihoslovanska Noviny. Im Jahre 1851 veröffentlichte er auf Rat seines ehemaligen Mentors Bogoslav Šulek ein rechtswissenschaftliches Journal mit dem Titel Pravnik, in dem er die neuen österreichischen Gesetze, die zu dieser Zeit in ziemlich rascher Folge und zahlreich erschienen, erläuterte. Im Jahre 1860 war er an der Gründung der Zeitung Pozor (dt.: Achtung) beteiligt. Die Zeitung erschien aus Verbotsgründen in Wien als Novi Pozor (dt.: Neue Achtung), in Sisak als Zatočnik (dt.: Der Kämpfer) und Branik (dt.: Der Verteidiger), sowie in den Jahren 1871 bis 1941 in Zagreb als Obzor (dt.: Rundschau). In dieser, in der in späteren Jahren auch sein Sohn veröffentlichte, publizierte er eine Reihe historisch-politischer und juridischer Artikel.
Mit der Einrichtung des Landtages durch das sogenannte Februarpatent gehörte er ab 1861 dem Sabor als Abgeordneter eines Bezirks der Gespanschaft Križevci an und gehörte noch im selben Jahr zu den Gründern der Narodna stranka (dt.: Volkspartei). Er wurde einer ihrer einflussreichsten Führer der Partei. Eine von der ungarischen Reichshälfte angestrebte Zersplitterung der Volkspartei vermochte Mrazović abzuwenden. Weiters gründete er ein eigenes Parteiblatt und holte sich bei der kroatischen Hofkanzlei die Erlaubnis für die Herausgabe eines unabhängigen politischen Organs in kroatischer Sprache. Bereits nach dem Oktoberdiplom im Jahr zuvor war er in der Komitatsberatung tätig und galt bereits zu dieser Zeit als einer der einflussreichsten Männer seine Vaterlandes. Ab dem Jahre 1869, also bereits kurz nach dessen Amtsübernahme, war er ein entschiedener Gegner von Ban Levin Rauch. Er warf ihm vor, dass dieser sich durch Missbrauch seines Amtes (vor allem bei den Urbarmachungsarbeiten im Lonjsko polje) materielle Vorteile verschafft habe. Rauch wurde Anfang Januar 1871 abgesetzt. Als Landtagsabgeordneter war Mrazović ein Mitglied der Regnikolar-Deputation und war zudem im Jahre 1873 an der Revision des Ausgleiches mit der ungarischen Reichshälfte beteiligt.
Zwischen 1879 und 1881 fungierte Mrazović als Bürgermeister von Zagreb, wobei er ein breites Kommunalprogramm durchzog. 1881, mittlerweile 57-jährig, zog er sich aufgrund gesundheitlicher Probleme aus dem politischen Leben zurück. Im gleichen Jahr starb sein bereits seit Jahren an Tuberkulose erkrankter Sohn im Alter von 32 Jahren. Auch nach dem Ende seiner politischen Karriere blieb Mrazović weiterhin bei der Zeitung Obzor aktiv. Am 13. Juni 1896 starb Mrazović im Alter von 72 Jahren in Zagreb und wurde am Mirogoj-Friedhof, dem Zentralfriedhof von Zagreb, in einem Grab an der Seites seines Sohnes bestattet. Sowohl seine Frau, als auch seine Tochter mit ihrer Familie wurden später im selben Grab beigesetzt.

## Werke (Auswahl)
- 1851: Pravnik
- Parteiblatt der Narodna stranka
- Artikel im Journal Národne Noviny
- Artikel im Journal Slovansky Jih
- Artikel im Journal Jihoslovanska Noviny
- Artikel in der Zeitung Obzor